# Windpark Koegorspolder
Windpark Koegorspolder is een windmolenpark met 22 windturbines van 2,0 megawatt in de Koegorspolder in de gemeente Terneuzen in de Nederlandse provincie Zeeland. Het park is in 2007 operationeel geworden.
De opgewekte energie wordt met een 20 kV AC grondkabel naar het transformatorstation aan de Koegorsstraat getransporteerd, waar het getranformeerd wordt naar 50 kV.